# Vladimir Čebotarёv
Vladimir Aleksandrovič Čebotarёv (in russo Влади́мир Алекса́ндрович Чеботарёв?; Karačev, 16 agosto 1921 – Mosca, 4 marzo 2010) è stato un regista sovietico.

## Filmografia parziale

### Regista
- Syn Iristona (1959)
- L'uomo anfibio (1961)
- Sekretar' obkoma (1963)
- Kak vas teper' nazyvat'? (1965)
- Dikij mёd (1966)
- Krach (1968)
- Vystrel v spinu (1979)

## Opere
- (RU) Chebotarëv, Vladimir. e Чеботарёв, Владимир., Ot "Cheloveka-amfibii" do "Batalʹony prosi︠a︡t ogni︠a︡" : o sebe, o voĭne, o postavlennykh filʹmakh, Feniks, 2010, ISBN 978-5-222-16496-9, OCLC 541765497. URL consultato il 23 settembre 2020.